# Pietro Blaserna
Pietro Blaserna (* 22. Februar 1836 in Fiumicello nahe Aquileja; † 26. Februar 1918 in Rom) war ein italienischer Physiker und Mathematiker.

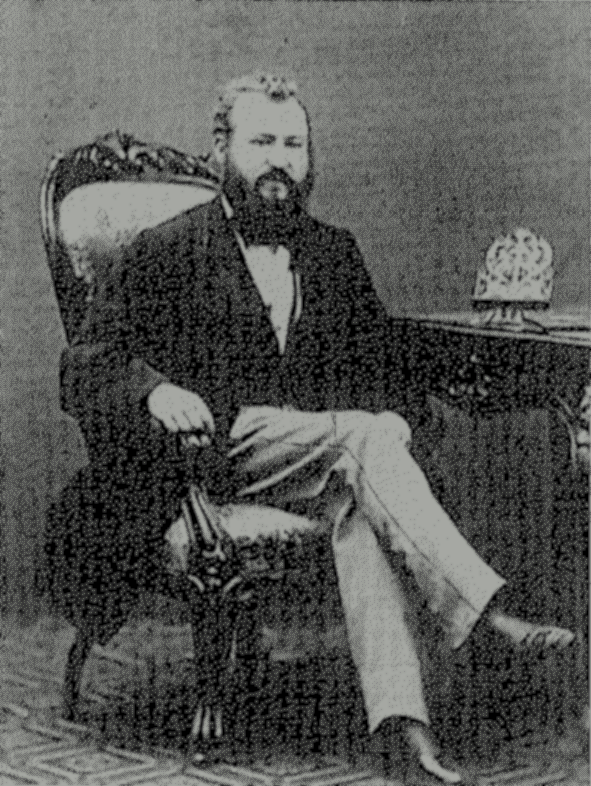
Pietro Blaserna

## Leben
Seine Eltern waren der Hydraulik-Ingenieur Matteo Blaserna und Caterina, geb. Dietrich.
Er studierte in Wien und war dort von 1856 bis 1859 Assistent am physikalischen Institut. Befreundet war er hier mit Viktor von Lang. 1860/61 war er in Paris bei Henri Victor Regnault. 1862 wurde er Incaricato der Physik am Istituto Superiore in Florenz und im folgenden Jahr in Palermo ordentlicher Professor der experimentellen Physik und Direktor des physikalischen Instituts. Hier war auch Adolf Lieben tätig. 1872 ging er an die Universität Rom, wo er Direktor des Physikalischen Instituts wurde.
Blaserna verzichtete zugunsten der als Institutsleiter notwendigen organisatorischen und administrativen Tätigkeiten weitgehend auf die Forschung. Er leistete wichtige Beiträge bei der Neuordnung des Physikstudiums, wo er zum Beispiel Praktika für Anfangssemester einführte, und bei der modernen Ausstattung des Physikalischen Instituts in der Via Panisperna. Er engagierte sich auch in der Wissenschaftspolitik und war Gründungsmitglied der Società degli Spettroscopisti Italiani, des Istituto per la Meteorologia e la Geodinamica und der Società italiana di fisica.
Ferner war er ab 1879 Präsident des Consiglio di Meteorologia und ab 1901 Generalsekretär des Internationalen Büros für Maß und Gewicht.
Blaserna wurden zahlreiche Ehrungen zuteil. 1873 wurde er Mitglied der Accademia dei Lincei, später ihr Vizepräsident (1879) und Präsident (1904). 1890 wurde er zum Senator des Königreichs ernannt und 1904 zum Vizepräsidenten des Senats. Er war Träger des Ordine Civile di Savoia und ihm wurden zahlreiche Ehrendoktortitel verliehen, unter anderen von den Universitäten von Tübingen, Königsberg und Erlangen. Seit 1910 war er korrespondierendes Mitglied der Académie des sciences.

## Schriften
- mit Ernst Mach, Julius Peterin: Über elektrische Entladung und Induction. In: Sitzungsberichte der mathematisch-naturwissenschaftliche Klasse der Akademie der Wissenschaften. Band 37, 1859, ZDB-ID 211442-2, S. 477–524.
- Sulla compressibilità dell’acido carbonico e dell’aria atmosferica a 100 gradi di temperatura. In: Giornale di scienze naturali ed economiche. Band 1, Nr. 1, 1865, ZDB-ID 427305-9, S. 51–69.
- Sullo sviluppo e la durata delle correnti d’ induzione e delle estracorrenti. In: Giornale di scienze naturali ed economiche. Band 6, Nr. 1/2, 1870, S. 22–151.
- La teoria del suono nei suoi rapporti colla musica. Dieci conferenze (= Biblioteca scientifica internazionale. 1, ZDB-ID 1223707-3). Fratelli Dumolard, Mailand 1875, (Deutsch: Die Theorie des Schalls in Beziehung zur Musik. Zehn Vorlesungen (= Internationale wissenschaftliche Bibliothek. 24, ISSN 2566-9680). Autorisierte Ausgabe. Brockhaus, Leipzig 1876, (Digitalisat)).